# Jennifer Holmes
Jennifer Lynn Holmes (Seekonk, 23 de agosto de 1955) es una actriz de televisión estadounidense. 

## Carrera
Holmes es conocida por su papel de Leslie Vanderkellen, una esquiadora de clase mundial adinerada que acepta el trabajo de camarera de hotel en la primera temporada de Newhart. Dejó el programa después de la primera temporada y fue reemplazada por Julia Duffy, quien interpretó a la prima de Leslie, Stephanie Vanderkellen, durante el resto del programa.
En 1985, protagonizó Misfits of Science, una serie de televisión de corta duración sobre un grupo de superhéroes que luchan contra el crimen para un grupo de expertos científicos.
En la década de 1980, Holmes también fue estrella invitada en muchos programas de televisión, incluidos Knight Rider, The Fall Guy, The Rockford Files, Lou Grant, Fame, Webster, The Love Boat, Murder, She Wrote, Hart to Hart, Voyagers!, The Dukes of Hazzard y Tales of the Unexpected. También tuvo una aparición como una femme fatale en un episodio de The Incredible Hulk.
Holmes también apareció en el cine, en la película slasher de 1979 The Demon, protagonizada por Cameron Mitchell, y actuó junto a Mitchell nuevamente en la película Raw Force de 1982. También apareció en las películas para televisión Hobson's Choice (1983) y Sansón y Dalila (1984).

## Vida personal
Holmes se casó el 10 de mayo de 1980 en Santa Clara, California, con Mark J. Tanous. 

## Filmografía

### Cine
| Año  | Título           | Papel        | Notas |
| ---- | ---------------- | ------------ | ----- |
| 1979 | The Demon        | Mary         |       |
| 1982 | Raw Force        | Ann Davis    |       |
| 1992 | Life on the Edge | Karen Nelson |       |

### Televisión
| Año        | Título                           | Papel                          | Notas                                                         |
| ---------- | -------------------------------- | ------------------------------ | ------------------------------------------------------------- |
| 1979       | The Rockford Files               | Amy                            | Episodio: «Never Send a Boy King to Do a Man's Job»           |
| 1979       | The Rebels                       | Alice                          | Telefilme                                                     |
| 1979       | Shirley                          | Aline                          | Episodio: «Hard Hat»                                          |
| 1979       | Barnaby Jones                    | Kim Gibson                     | Episodio: «Homecoming for a Dead Man«                         |
| 1979, 1980 | The Incredible Hulk              | Vicki Lang / Diane Markon      | Episodios: «Metamorphosis», «Goodbye Eddie Cain»              |
| 1980       | The $5.20 an Hour Dream          | Mavis                          | Telefilme                                                     |
| 1980       | Quincy, M.E.                     | Brenda Carmichael              | Episodio: «The Winning Edge»                                  |
| 1980       | The Asphalt Cowboy               | Annie Van Heuran               | Telefilme                                                     |
| 1981       | Las desventuras del Sheriff Lobo | Jamie                          | Episodio: «What're Girls Like You Doing in a Bank Like This?» |
| 1981       | Here's Boomer                    | Vicki Nolan                    | Episodio: «The Prince and the Boomer»                         |
| 1981       | Bosom Buddies                    | Dana                           | Episodio: «Other Than That, She's a Wonderful Person»         |
| 1981       | Lou Grant                        | Noelle Kilmer                  | Episodio: «Friends»                                           |
| 1982       | Falcon Crest                     | Diana Michaels                 | Episodio: «Dark Journey»                                      |
| 1982       | Simon & Simon                    | Julie Arthur                   | Episodio: «Art for Arthur's Sake»                             |
| 1982       | Voyagers!                        | Abiah Folger                   | Episodio: «Agents of Satan»                                   |
| 1982–1983  | Newhart                          | Leslie Vanderkellen            | 22 episodios                                                  |
| 1983       | Thursday's Child                 |                                | Telefilme                                                     |
| 1983       | The Dukes of Hazzard             | Mandy Jo                       | Episodio: «Boy's Best Friend»                                 |
| 1983       | Fame                             | Lisa Connors                   | Episodio: «Rules»                                             |
| 1983       | Hobson's Choice                  | Alice Hobson                   | Telefilme                                                     |
| 1984       | Hart to Hart                     | Pamela Braddon                 | Episodio: «Larsen's Last Jump»                                |
| 1984       | Sansón y Dalila                  | Varina                         | Telefilme                                                     |
| 1984       | Hawaiian Heat                    | Jackie                         | Episodio: «Wave of Controversy»                               |
| 1984       | Knight Rider                     | Mandy Moran                    | Episodio: «K.I.T.T. vs. K.A.R.R.»                             |
| 1984, 1985 | The Fall Guy                     | Erica Robinson / Tracy Seavers | Episodios: «Olympic Quest», «The Skip Family Robinson»        |
| 1984, 1986 | The Love Boat                    | Linda Sharkey / Gaylan         | 2 episodios                                                   |
| 1985       | Webster                          | Maggie Parker                  | Episodio: «Runaway»                                           |
| 1985       | Tales of the Unexpected          | Marcie                         | Episodio: «Nothin' Short of Highway Robbery»                  |
| 1985–1986  | Misfits of Science               | Jane Miller                    | 15 episodios                                                  |
| 1987       | L.A. Law                         | Dr. Jocelyn Pennebaker         | Episodio: «Fifty Ways to Floss Your Lover»                    |
| 1987       | Murder, She Wrote                | Sandra Clemons / Reagan Miller | Episodios: «Murder in a Minor Key», «Doom with a View»        |
| 1988       | Who's the Boss?                  | Judy                           | Episodio: «A Jack Story»                                      |
| 1989       | Matlock                          | Marie Willis                   | Episodio: «The Psychic»                                       |
| 1993       | Baywatch                         | Betty                          | Episodio: «Stakeout at Surfrider Beach»                       |